# Castle Rock Lake
Der Castle Rock Lake ist ein Stausee am Wisconsin River im US-Bundesstaat Wisconsin.
Der Castle Rock Lake wird vom Castle Rock Dam (⊙) aufgestaut. Dieser wurde 1947 bis 1951 von der Wisconsin River Power Company (WRPC) zum Zwecke der Stromerzeugung und dem Hochwasserschutz errichtet. Der 17 km lange Castle Rock Lake bedeckt eine Fläche von 52,5 km². Die maximale Wassertiefe beträgt 10,6 m. Der Stausee befindet sich in der Wisconsin Central Plain, wo sich der prähistorische Eisstausee Glacial Lake Wisconsin erstreckte. Das Wasserkraftwerk besitzt eine installierte Leistung von 15 MW. Es wird gemeinsam von Wisconsin River Power Company (WRPC) und Wisconsin Public Service (WPS) betrieben.
Der Castle Rock Lake ist ein Stausee am Wisconsin River. Er ist mit dem Petenwell Lake verbunden und wurde von 1947 bis 1951 errichtet. Im Stausee gibt es Cyanobakterien.
Flussaufwärts befindet sich der Petenwell Lake an.

## Flora & Fauna
Im Stausee kommen u. a. folgende Fischarten vor: Hecht, Muskellunge, Glasaugenbarsch, Forellenbarsch, Schwarzbarsch und Stör. Am westlichen Seeufer befindet sich der Buckhorn State Park.